# Ichthyscopus
Ichthyscopus – rodzaj ryb z rodziny skaberowatych.

## Klasyfikacja
Gatunki zaliczane do tego rodzaju:
- Ichthyscopus barbatus
- Ichthyscopus fasciatus
- Ichthyscopus inermis
- Ichthyscopus insperatus
- Ichthyscopus lebeck
- Ichthyscopus malacopterus
- Ichthyscopus nigripinnis
- Ichthyscopus sannio
- Ichthyscopus spinosus